# Wairahi (fleuve)

La rivière Wairahi  (en anglais : Wairahi River ) est un cours d’eau de Île de la Grande Barrière dans le Nord de la Nouvelle-Zélande.

## Géographie
C’est la seule rivière de l’île de ce nom, les autres cours d’eau ayant un nom finissant par "stream". La rivière Wairahi s’écoule vers l’ouest, grossièrement parallèle au bord le plus long de l’île d’orientation sud-ouest, de son origine au nord de ‘Whangaparapara Harbour’. Un chemin de randonnée allant de ‘Whangaparapara’ à ‘Port Fitzroy’ suit la rivière sur une partie de son parcours.